# Comet (tenk)
Comet (službeno eng. Cruiser Tank Comet I) je bio britanski brzi tenk u Drugom svjetskom ratu. Zadnji je iz linije britanskih brzih tenkova (eng. Cruiser Tank) koja je započela s Cruiserom Mark I 1930-ih godina i zadnji tenk kojeg su britanci projektirali tijekom rata. Comet je bio logičan nasljednik Cromwella i imao je dovoljnu oklopnu zaštitu, vatrenu moć i pokretljivost s kojom može konkurirati tenkovima na njemačkoj strani. Nakon Drugog svjetskog rata, A34 Comet je bio prisutan u Korejskom ratu. U aktivnoj službi britanske vojske je bio sve do 1960. godine, dok je u nekim drugim zemljama ostao u uporabi do 1970-tih. Njegov nasljednik je Centurion.
Projektiranje tenka je dan tvrtki Leyland Motors Ltd. koja je proizvodila tenkove Centaur i Cromwell. Prvi prototip je bio spreman za testiranja u veljači 1944., a proizvodnja je nakon manjih preinaka pokrenuta u rujnu iste godine. Pukovnije s novim tenkom nisu dobile dozvolu za premještanje na bojište sve do prelaska Rajne u ožujku 1945. godine. Jedna od najvećih razlika u odnosu na prethodnika je bila ugradnja novog topa kalibra 76,2 mm koji se u literaturi navodi kao 77 milimetarni. Imao je vrlo slične performanse kao i 17 pounder (75 mm), ali su dimenzije i masa samog topa bile manje. Cijev topa je bila kraća, čime je i brzina granate na izlazu iz cijevi bila neznatno manja. Brz i pouzdan, Comet je bio najbolji višenamjenski britanski tenk, ali su prvi proizvodni primjerci izašli iz tvornice prekasno da bi njegova pojava na bojištu utjecala na tijek rata. Svojim karakteristikama se mogao mjeriti s njemačkim Pantherom. Vizualno, Comet se razlikovao od Cromwella najviše po četiri povratna kotačića iznad nosećih kotača, što je preuzeto sa sovjetskih tenkova. Zapovjednik tenka je imao i novu zapovjednikovu kupolu s vizirima u svih 360o, zakošenu prednju ploču i velik protuuteg straga na kupoli.

### Zajednički poslužitelj
|  | Zajednički poslužitelj ima još gradiva o temi Comet (tenk) |